# 玻璃假面
《玻璃假面》（日語：ガラスの仮面）是日本漫畫家美內鈴惠所作的一部漫畫作品，後來被多次改編成動畫以及電視連續劇。本作品講述女主角北島麻雅學習演戲和成為職業演員的歷程。
於1976年開始連載於《花與夢》雜誌。全球單行本的總出售量已超過四千五百萬冊以上（在少女漫畫中僅次於《流星花園》），並與《王家的紋章》並列為日本早期的經典少女漫畫之一。2008年6月28日公告於7月26日出版之別冊花與夢9月號中連載再開。

## 劇情簡介
主角北島真夜（北島麻雅）是一個貧窮家庭的女兒，與在橫濱中華街麵店萬福軒工作的母親相依為命，但她笨手笨腳的什麼事都做不好，卻有模仿演出的才能，而被從前的大明星月影千草所發掘，使其到東京加入她的劇團學習演戲，在劇團裡認識了青木麗以及另一劇團的男性好友櫻小路優。在反覆不停的學習及演出中，真夜的演戲才能逐漸展露了出來；被當時稱為演藝界天才少女姬川亞弓視為勁敵。
在此時，由於大都藝能公司希望取得月影千草所擁有的經典名劇《紅天女》的演出權，因此用手段迫使月影劇團解散，但大都藝能的經理速水真澄因感動於真夜的演出熱情，而暗中以送紫玫瑰的方式來鼓勵她。因此雖然因劇團解散而面臨困難，主角不斷獲得學習成長經驗之後，得到了《奇跡的人》（即海倫·凱勒）一劇的演出機會，並擊敗了演相同角色的姬川亞弓，獲得最佳女配角的大獎。
獲得大獎的真夜在月影老師的安排下，由大都藝能安排進入演藝界以進一步學習演技，成為著名電視連續劇中的重要角色，受到觀眾的歡迎，並結識了新的男朋友偶像明星里美茂，但在演藝界的光芒導致遭受許多人的嫉妒及陷害，又由於速水真澄為幫真夜的電影作宣傳而暫時軟禁了真夜失蹤的母親，最後間接害死了她，使得真夜因氣憤及悲傷交加而中了企圖取代她的演員的陷阱，而在演出前失蹤，最後因品行不佳的理由被趕出演藝界。
失去演出舞台的真夜，只得在就讀高中的小倉庫中演出獨角戲以訓練自身的演技，其演出受到同學們的支持使她逐漸找回信心。但在同時，姬川亞弓以一戲劇的《茱麗葉》獲得藝術大獎，月影老師決定宣佈，姬川亞弓為名劇《紅天女》的繼承人，除非真夜能在二年內獲得同樣的大獎。離開正式舞台已久的真夜，經過一番努力，終於取得在《兩位公主》中與亞弓共同演出的機會，且表現不遜於亞弓，因此獲得鬼才導演黑沼龍三的賞識，在《被遺忘的荒野》一劇中演出狼少女的角色，靠著精湛的演技，獲得大獎，也取得了另一個紅天女繼承者的資格。
真夜及亞弓隨月影老師到紅天女的故鄉位於奈良縣深山裡的紅梅谷學習紅天女的演出，並自身在山谷中演出了她最後一次的紅天女，亞弓一度覺得真夜的才能遠超過她而一度想放棄競爭，但仍然重新站起來繼續努力，她們回到東京，兩組人馬分別進行排演，希望能在試演會中有好的表現，以爭取正式演出《紅天女》的機會......。

## 登場人物
- 方括內的名字為台版舊譯名。

　【譚寶蓮】
又譯為，漫畫的主角，除了演戲的才能和熱情之外，幾乎沒其他優點的她，在月影老師的教導之下，送紫玫瑰的人的支持下，逐漸努力走向演員之路。
姬川亞弓　【白莎莉】
外貌出眾頭腦聰明的女演員，父親為著名導演，母親亦為著名的演員。雖然身在父母的光芒之下，卻是一個腳踏實地努力靠實力演出的演員，視北島真夜為她的最大對手。
月影千草　【阮玉冰】
小時候被老師尾崎一蓮收養，並教她演戲，演出他作的紅天女一劇，成為著名的大明星。千草一直深愛著有妻子的尾崎，尾崎一蓮死後，以把紅天女傳承下去為最大的人生目標，但因一次演出意外遭半面毀容，從此退出舞台卻積極物色並栽培接班人。
速水真澄　【秋俊傑】
原名藤村真澄，小時候因父親早亡，母親到速水家當幫傭，速水英介希望培養他作繼承人故娶了他母親，因此改姓速水，在養父的嚴厲教導下，成為一個精明能幹而只重視業務上利益的人，並作了大都藝能的總經理，被人稱作「冷血魔」，直到看了北島真夜的熱情演出，羨慕她對理想的堅持與執著，心底一直隱藏壓抑著的善良和藹開始慢慢甦醒. 他不斷地暗中匿名送紫玫瑰鼓勵她幫助她，並逐漸愛上了比他小十一歲的真夜。
櫻小路優　【姜文彬】
與真夜同年紀的男生，也是一個演員，從青少年時期一直喜歡麻雅對她很好，但真夜卻常以戲劇為重而不夠重視他而分手。後來在《被遺忘的荒野》的演出以及《紅天女》的試演中，成為真夜的對手角色。
北島春　【譚淑琴】
真夜的母親，在貧困的環境下母兼父職的養育真夜。麻雅離家出走之後患上肺結核，被送往療養所途中因速水真澄為幫真夜的電影作宣傳而被暫時軟禁。得知真夜成為明星後為見真夜而逃走，最後在上映真夜電影的電影院中聽著真夜的聲音死去。平時雖然常對真夜口出惡言，但其實內心是深愛著真夜的。
速水英介　【秋英豪】
速水真澄的養父，年輕時著迷於《紅天女》一劇以及月影千草，因此成立了大都藝能，但卻因想獨佔此劇而間接害死了尾崎一蓮，數十年來仍想獨佔此劇，是一個為達目的不擇手段的人。因本身不育的關係，收養有潛質的真澄作他的繼承人，並與真澄的母亲結婚。
姬川歌子　【白嘉芳】
姬川亞弓之母，同時亦為大明星。主演海倫凱勒一劇中的蘇利文老師。
尾崎一蓮　【宋義蓮】
為著名的演員及編劇導演，《紅天女》的作者，受速水英介的陷害而自殺。
小林源造　【林景平】
喜歡月影千草的男性演員，雖然知道她心中只有尾崎一蓮，但一直無怨無悔地照顧她。月影夫人在紅梅谷上演最後的紅天女中，他一人飾多角兼任旁白。
青木麗　【賴玉菁】
麻雅在月影劇團認識的最重要的好朋友，很照顧真夜，因長相常被人誤認為是英俊的男生。
黑沼龍三　【方沼龍】
被稱為戲劇界的鬼才導演，但因脾氣不好而常常不受劇場老闆喜愛。
里美茂　【魏子雲】
曾為真夜男朋友的偶像演員，但在真夜被逐出演藝界時被迫與她分手。
水城冴子　【美琪】
速水真澄能幹的女祕書，曾經兼任真夜的經理人，很早發現真澄送紫玫瑰給真夜的祕密，並一直勸告真澄要坦白承認對真夜的感情。
鷹宮紫織　【李紫蘭】
與速水真澄經相親認識成為未婚妻，祖父是大企業鷹宮集團的總裁，外貌出眾，個性較內向，喜愛速水真澄，但後來知道了真澄送紫玫瑰這件事，心中對真夜產生怨恨。漫畫49卷因知道速水真澄要退婚而精神異常，不停的撕紫玫瑰，甚至跳河鬧自殺，使速水真澄痛苦不已。

## 出版書籍
東立出版社於2013年1月20日出版第49集。
| 冊數 | 白泉社         | 白泉社                 | 東立出版社 | 東立出版社 |
| 冊數 | 發售日期       | ISBN                   | 發售日期   | ISBN       |
| ---- | -------------- | ---------------------- | ---------- | ---------- |
| 1    | 1976年3月19日  | ISBN 978-4-592-11091-0 |            |            |
| 2    | 1976年6月19日  | ISBN 978-4-592-11092-7 |            |            |
| 3    | 1977年1月20日  | ISBN 978-4-592-11093-4 |            |            |
| 4    | 1977年4月20日  | ISBN 978-4-592-11094-1 |            |            |
| 5    | 1977年7月20日  | ISBN 978-4-592-11095-8 |            |            |
| 6    | 1977年9月20日  | ISBN 978-4-592-11096-5 |            |            |
| 7    | 1978年1月20日  | ISBN 978-4-592-11097-2 |            |            |
| 8    | 1978年5月20日  | ISBN 978-4-592-11098-9 |            |            |
| 9    | 1978年8月19日  | ISBN 978-4-592-11099-6 |            |            |
| 10   | 1978年12月20日 | ISBN 978-4-592-11100-9 |            |            |
| 11   | 1979年3月20日  | ISBN 978-4-592-11101-6 |            |            |
| 12   | 1979年7月20日  | ISBN 978-4-592-11102-3 |            |            |
| 13   | 1979年11月20日 | ISBN 978-4-592-11103-0 |            |            |
| 14   | 1980年4月19日  | ISBN 978-4-592-11104-7 |            |            |
| 15   | 1980年6月20日  | ISBN 978-4-592-11105-4 |            |            |
| 16   | 1980年8月20日  | ISBN 978-4-592-11106-1 |            |            |
| 17   | 1980年11月20日 | ISBN 978-4-592-11107-8 |            |            |
| 18   | 1981年2月20日  | ISBN 978-4-592-11108-5 |            |            |
| 19   | 1981年5月20日  | ISBN 978-4-592-11109-2 |            |            |
| 20   | 1981年9月19日  | ISBN 978-4-592-11110-8 |            |            |
| 21   | 1981年12月16日 | ISBN 978-4-592-11111-5 |            |            |
| 22   | 1982年3月20日  | ISBN 978-4-592-11112-2 |            |            |
| 23   | 1982年7月20日  | ISBN 978-4-592-11113-9 |            |            |
| 24   | 1982年10月20日 | ISBN 978-4-592-11114-6 |            |            |
| 25   | 1983年4月20日  | ISBN 978-4-592-11115-3 |            |            |
| 26   | 1983年6月18日  | ISBN 978-4-592-11116-0 |            |            |
| 27   | 1983年11月19日 | ISBN 978-4-592-11117-7 |            |            |
| 28   | 1984年3月19日  | ISBN 978-4-592-11118-4 |            |            |
| 29   | 1984年8月17日  | ISBN 978-4-592-11119-1 |            |            |
| 30   | 1985年2月19日  | ISBN 978-4-592-11120-7 |            |            |
| 31   | 1985年8月19日  | ISBN 978-4-592-11121-4 |            |            |
| 32   | 1986年6月19日  | ISBN 978-4-592-11122-1 |            |            |
| 33   | 1987年3月19日  | ISBN 978-4-592-11123-8 |            |            |
| 34   | 1987年11月19日 | ISBN 978-4-592-11124-5 |            |            |
| 35   | 1988年8月26日  | ISBN 978-4-592-11125-2 |            |            |
| 36   | 1989年9月26日  | ISBN 978-4-592-11126-9 |            |            |
| 37   | 1990年10月19日 | ISBN 978-4-592-11127-6 |            |            |
| 38   | 1992年3月30日  | ISBN 978-4-592-11128-3 |            |            |
| 39   | 1992年10月19日 | ISBN 978-4-592-11129-0 |            |            |
| 40   | 1993年9月17日  | ISBN 978-4-592-11130-6 |            |            |
| 41   | 1998年12月22日 | ISBN 978-4-592-17001-3 |            |            |
| 42   | 2004年12月16日 | ISBN 978-4-592-17002-0 |            |            |
| 43   | 2009年1月26日  | ISBN 978-4-592-17003-7 |            |            |
| 44   | 2009年8月26日  | ISBN 978-4-592-17004-4 |            |            |
| 45   | 2010年9月30日  | ISBN 978-4-592-17005-1 |            |            |
| 46   | 2010年10月29日 | ISBN 978-4-592-17006-8 |            |            |
| 47   | 2011年7月26日  | ISBN 978-4-592-17007-5 |            |            |
| 48   | 2012年2月25日  | ISBN 978-4-592-17008-2 |            |            |
| 49   | 2012年10月5日  | ISBN 978-4-592-17009-9 |            |            |

| 冊數 | 白泉社         | 白泉社                 | 東立出版社     | 東立出版社                           |
| 冊數 | 發售日期       | ISBN                   | 發售日期       | ISBN                                 |
| ---- | -------------- | ---------------------- | -------------- | ------------------------------------ |
| 1    | 1994年3月17日  | ISBN 978-4-592-88001-1 | 2024年7月11日  | ISBN 978-626-02-1614-6（首刷限定版） |
| 2    | 1994年3月17日  | ISBN 978-4-592-88002-8 | 2024年8月9日   | ISBN 978-626-02-1615-3（首刷限定版） |
| 3    | 1994年3月17日  | ISBN 978-4-592-88003-5 | 2024年9月9日   | ISBN 978-626-02-1616-0（首刷限定版） |
| 4    | 1994年3月17日  | ISBN 978-4-592-88004-2 | 2024年10月8日  | ISBN 978-626-02-1617-7（首刷限定版） |
| 5    | 1994年3月17日  | ISBN 978-4-592-88005-9 | 2024年11月11日 | ISBN 978-626-02-1618-4（首刷限定版） |
| 6    | 1994年3月17日  | ISBN 978-4-592-88006-6 | 2024年12月12日 | ISBN 978-626-02-1619-1（首刷限定版） |
| 7    | 1994年6月17日  | ISBN 978-4-592-88007-3 | 2025年1月16日  | ISBN 978-626-02-6120-7（首刷限定版） |
| 8    | 1994年6月17日  | ISBN 978-4-592-88008-0 | 2025年2月20日  | ISBN 979-626-02-1621-4（首刷限定版） |
| 9    | 1994年6月17日  | ISBN 978-4-592-88009-7 | 2025年3月21日  | ISBN 978-626-02-1622-1（首刷限定版） |
| 10   | 1994年6月17日  | ISBN 978-4-592-88010-3 | 2025年4月25日  | ISBN 978-626-02-1623-8（首刷限定版） |
| 11   | 1994年9月16日  | ISBN 978-4-592-88011-0 | 2025年6月23日  | ISBN 978-626-02-3953-4（首刷限定版） |
| 12   | 1994年9月16日  | ISBN 978-4-592-88012-7 | 2025年7月25日  | ISBN 978-626-02-3954-1（首刷限定版） |
| 13   | 1994年9月16日  | ISBN 978-4-592-88013-4 |                |                                      |
| 14   | 1994年9月16日  | ISBN 978-4-592-88014-1 |                |                                      |
| 15   | 1994年12月13日 | ISBN 978-4-592-88015-8 |                |                                      |
| 16   | 1994年12月13日 | ISBN 978-4-592-88016-5 |                |                                      |
| 17   | 1994年12月13日 | ISBN 978-4-592-88017-2 |                |                                      |
| 18   | 1995年3月17日  | ISBN 978-4-592-88018-9 |                |                                      |
| 19   | 1995年3月17日  | ISBN 978-4-592-88019-6 |                |                                      |
| 20   | 1995年6月16日  | ISBN 978-4-592-88020-2 |                |                                      |
| 21   | 1995年6月16日  | ISBN 978-4-592-88021-9 |                |                                      |
| 22   | 1995年9月14日  | ISBN 978-4-592-88022-6 |                |                                      |
| 23   | 1999年9月14日  | ISBN 978-4-592-88023-3 |                |                                      |
| 24   | 2010年1月15日  | ISBN 978-4-592-88024-0 |                |                                      |
| 25   | 2013年9月13日  | ISBN 978-4-592-88025-7 |                |                                      |
| 26   | 2014年3月14日  | ISBN 978-4-592-88026-4 |                |                                      |
| 27   | 2016年9月16日  | ISBN 978-4-592-88027-1 |                |                                      |

### 相關書籍
小說
- 小説玻璃假面 1 若樱木虔 ISBN 978-4-592-73013-2
- 小説玻璃假面 2 若樱木虔 ISBN 978-4-592-73018-7
- 玻璃假面杀人事件 辻真先 ISBN 978-4-592-86001-3

「玻璃假面」漫迷手冊（「ガラスの仮面」コミック・ファンブック）
- 2010年9月30日發行、ISBN 978-4-592-19820-8

## 動畫

### 1984年電視動畫
由EIKEN制作，1984年4月9日—9月27日，在日本電視台播放，全23話（第23話為總集篇）。

#### 配音員
- 北島 麻雅 - 勝生真沙子（電視試播版 - 鶴弘美）（日）／呂佩玉（台）
- 姬川 亞弓 - 松島實（電視試播版 - 小山茉美）（日）／賀世芳（台）
- 速水 真澄 - 野沢那智→森功至（第19話〜）（日）／陳旭昇（台）
- 櫻小路 優 - 三矢雄二（日）／李景唐（台）
- 月影 千草 - 中西妙子（日）／鄭仁君（台）
- 青木 麗 - 戶田惠子（日）／鄭仁君（台）
- 水無月 沙耶加 - 佐佐木留恩
- 春日 泰子 - 羽村京子
- 澤渡 美奈 - 菊池星子
- （小林）源造 - 緒方賢一
- 小野寺 一 - 藤本讓
- 水城（冴子） - 瀧澤久美子
- 旁白 / 姬川歌子 - 北濱晴子

#### 製作團隊
- 總監督 - 杉井儀三郎
- 監督 - 坂本雄作、角田利隆
- 人物設定 - 國保誠
- 作畫總監督 - 進藤滿尾
- 美術監督 - 金村勝義
- 美術設定 - 遠藤守俊
- 色彩設定 - 鬼沢富士男
- 音楽 - 大谷和夫
- 攝影監督 - 高橋照治
- 錄音監督 - 山田悦司
- 音樂監督 - 東上別符精
- 效果 - 東洋音響效果集團
- 錄音 - 東北新社
- 製作人 - 武井英彦、霜田正信、小野辰雄
- 製作 - EIKEN

#### 主題曲
片頭曲 - 
作詞 - 賣野雅勇 / 作曲 - 津野剛司 / 編曲 - 大谷和夫 / 歌 - 蘆部真梨子
片尾曲 - 
作詞 - 賣野雅勇 / 作曲 - 財津和夫 / 編曲 - 大谷和夫 / 歌 - 芦部真梨子

#### 各話列表
| 話數 | 日文標題 | 中文標題             | 腳本       | 分鏡              | 演出              | 作畫監督            | 播放日        |
| ---- | -------- | -------------------- | ---------- | ----------------- | ----------------- | ------------------- | ------------- |
| 1    |          | 春之風暴             | 篠崎好     | 奧田誠治          | 西牧秀夫          | 大武正枝            | 1984年 4月9日 |
| 2    |          | 紫色玫瑰的人         | 篠崎好     | 中村亮之介        | 冨永恒雄          | 清水惠蔵            | 4月16日       |
| 3    |          | 美麗的對手           | 篠崎好     | 奥田誠治          | 中村喜則          | 津野二朗            | 4月23日       |
| 4    |          | 孤身作戰             | 藤川桂介   | 狹山太郎          | 西牧秀夫          | 劉輝久              | 4月30日       |
| 5    |          | 兩個美登利           | 金春智子   | 坂本雄作 角田利隆 | 五月女有作        | 奧田萬里            | 5月7日        |
| 6    |          | 全國大賽的圈套       | 金春智子   | 出崎哲            | 富永恒雄          | 小林緣              | 5月14日       |
| 7    |          | 這是只有一個人的舞台 | 金春智子   | 西牧秀夫          | 西牧秀夫          | 大武正枝            | 5月21日       |
| 8    |          | 真澄的熱忱           | 篠崎好     | 奥田誠治          | 中村喜則          | 畑良子              | 5月28日       |
| 9    |          | 初次電影演出         | 篠崎好     | 加瀨充子          | 加瀨充子          | 小林緣              | 6月4日        |
| 10   |          | 新的試煉             | 篠崎好     | 奥田誠治          | 奥田誠治          | 大鹿日出明          | 6月11日       |
| 11   |          | 舞台風暴             | 金春智子   | 奥田誠治          | 五月女有作        | 長島正徳 劉輝久     | 6月18日       |
| 12   |          | 我是凱瑟琳           | 金春智子   | 時田廣子          | 時田廣子          | 峰尾藍              | 6月25日       |
| 13   |          | 戀愛像是馬賽克       | 三沢もと子 | 奥田誠治          | 中村喜則          | 畑良子              | 7月2日        |
| 14   |          | 新角色是個洋娃娃     | 朝倉千筆   | 日下部光雄        | 富永恒雄          | 小林緣              | 7月9日        |
| 15   |          | 歡迎來到地下劇場！   | 朝倉千筆   | 坂田純一          | 坂田純一          | 利間拓生            | 7月16日       |
| 16   |          | 媽媽的面容           | 朝倉千筆   | 奥田誠治          | 奥田誠治          | 大鹿日出明 阿部正己 | 7月23日       |
| 17   |          | 送紫色玫瑰的人在哪裡 | 朝倉千筆   | 時田廣子          | 時田廣子          | 咲坂るう            | 7月30日       |
| 18   |          | 海倫的挑戰           | 金春智子   | 奥田誠治          | 山野哲夫          | 水村十司            | 8月6日        |
| 19   |          | 沸騰的試鏡           | 金春智子   | 日下部光雄        | 富永恒雄          | 小林緣              | 8月20日       |
| 20   |          | 兩個海倫             | 金春智子   | 坂田純一          | 中村喜則          | 畑良子              | 9月3日        |
| 21   |          | 最佳女配角提名！     | 篠崎好     | 坂田純一          | 坂田純一          | 利間拓生            | 9月10日       |
| 22   |          | 新的大門             | 篠崎好     | 奥田誠治          | 角田利隆 坂本雄作 | 大鹿日出明          | 9月17日       |
| 23   |          | 屬於我的真夜         | 總集篇     | 總集篇            | 總集篇            | 總集篇              | 9月24日       |

### 2005年電視動畫
東京放映株式會社制作，2005年4月25日—2006年3月28日在東京電視台播放。播放時間為每周星期二深夜（即星期三凌晨）1:30—2:00。全51話。
原作中側重于對北島真夜的描寫在此部動畫中弱化，而是以「兩位公主」的故事模式使動畫的情節得以延長，其它人物的塑造也更為飽滿。此外，動畫將時代背景由原作中的1970年代轉移到2000年代，因此人物的衣著、舞臺的外觀以及通訊設備等都大為現代化。

#### 配音員
- 北島 麻雅 - 小林沙苗（日）／沈小蘭（港）／龍顯蕙（台）
- 姬川 亞弓 - 矢島晶子（日）／林元春（港）／詹雅菁（台）
- 月影 千草 - 藤田淑子（日）／蔡惠萍、程文意（青年）（港）／陶敏嫻（台）
- 速水 真澄 - 森川智之（幼年：日高範子）（日）／蘇強文、黎桂芳（幼年）（港）／李景唐（台）
- 櫻小路 優 - 福山潤（日）／陳卓智、黃啟昌（代配）（港）／李景唐（台）
- 姬川 歌子 - 勝生真沙子（日）／雷碧娜（港）／詹雅菁（台）
- 北島 春 - 宗形智子（日）／伍秀霞（港）／陶敏嫻（台）
- 青木 麗 - 木下亞由美（日）／陸惠玲、黃鳳英（代配）（港）／詹雅菁（台）
- 澤渡 美奈 - 本名陽子（日）／程文意、曾秀清（代配）（港）／詹雅菁（台）
- 春日 泰子 - 豐口惠（日）／鄭麗麗（港）／龍顯蕙（台）
- 水無月 沙耶加 - 折笠富美子（日）／何璐怡、張頌欣（代配）（港）／陶敏嫻（台）
- 小野寺 一 - 大林隆介（日）／招世亮（港）／官志宏（台）
- 姫川 貢 - 中尾隆聖（日）／劉昭文（港）
- 水城 冴子 - 佐久間玲（日）／黃麗芳→曾秀清（港）／詹雅菁（台）
- 堀田 太一 - 坂口候一（日）／黎景全（港）
- 二之宮 惠子 - 恒松步（日）／曾秀清（港）
- 田淵 エミ - 榎本温子（日）／何璐怡（港）
- 真島 良 - 浪川大輔（日）／黃榮璋（港）／李景唐（台）
- 乙部 のりえ（田代鈴子）  - 伊藤靜（日）／鄭麗麗（港）
- 山崎 龍子 - 瀧澤久美子（日）／雷碧娜（港）
- 金谷 英美 - 皆川純子（日）／曾秀清（港）
- 里美 茂 - 三木真一郎（日）／黃啟昌（港）／官志宏（台）
- 麻生 舞 - 飯塚雅弓（日）／陸惠玲（港）
- 佛師海慶（山本 清二） - 關俊彦（日）／翟耀輝（港）
- 聖唐人 - 佐佐木望（日）／劉昭文、馮錦堂（代配）（港）／官志宏（台）
- 鷹宮 紫織 - 岡本麻彌（日）／張頌欣（港）／詹雅菁（台）
- 黑沼 龍三 - 梁田清之（日）／林國雄（港）／官志宏（台）
- 速水 英介 - 家弓家正（日）／梁志達→盧國權（港）／官志宏（台）
- 小林 源造 - 中江真司（日）／源家祥（港）／官志宏（台）
- 節目貴賓 - 小野大輔
- 維也納 - 木下祐子（日语：きのしたゆうこ）
- 旁白 - 中江真司（日）／李錦綸（港）／李景唐（台）

#### 製作團隊
- 監督 - 濱津守
- 系列構成 - 佐伯俊道
- 人物設計 - 平山智
- 作品設計 - 森木靖泰
- 美術監督 - 吉原俊一郎
- 色彩設計 - 手嶋明美
- 攝影監督 - 土田榮司
- 編輯 - 長坂智樹
- 音響監督 - 中野徹
- 音響製作 - 南澤道義
- 音響效果 - 橫山正和、橫山亞紀
- 音樂 - 寺嶋民哉
- 選曲 - 合田豐→合田麻衣子[2]
- 音樂製作人 - 藤田雅章
- 製作人 - 八田紳作、松元理人
- 動畫製作人 - 鶴木洋介
- 動畫製作 - 東京Movie
- 製作 - MediaNet、TMS娛樂

#### 主題曲
片頭曲：
1. 「Promise」（第1 - 26話） 
歌：Candy／作詞、作曲：鈴木雄大／編曲: 松井寛
2. 「zero」（第27 - 51話）
歌：幾田愛子／作詞：森由里子／作曲：Disuke／編曲：家原正樹

片尾曲：
1. （第1 - 13話）
歌：愛名／作詞：遼花／作曲：佐久間誠／編曲：大野宏明
2. 「Step One」（第14—26話）
歌：Sister Q／作曲、編曲:
3. （第27 - 39話）
歌：Splash Candy／作曲、編曲: Franken
4. 「Hello Hello ～another star～」（第40 - 51話）
歌：CORE OF SOUL

#### 各話列表
| 話數 | 日文標題 | 中文標題             | 腳本                | 分鏡            | 演出     | 作畫監督        | 播放日         |
| ---- | -------- | -------------------- | ------------------- | --------------- | -------- | --------------- | -------------- |
| 1    |          | 擁有千張假面的少女   | 佐伯俊道            | 浜津守          | 浜津守   | 平山智          | 2005年 4月5日  |
| 2    |          | 比比的面具           | 佐伯俊道            | 浜津守          | 野上和男 | 岩佐裕子        | 4月12日        |
| 3    |          | 逃走的小鳥           | 佐伯俊道            | 香川豊          | 浜津守   | 秋山由樹子      | 4月19日        |
| 4    |          | 火炎的階梯           | 佐伯俊道            | 三原武憲        | 原田奈奈 | 秦野好紹        | 4月26日        |
| 5    |          | 受限制的對白         | 佐伯俊道 山田立     | 宮原秀二        | 宮原秀二 | 及川ひろみ      | 5月3日         |
| 6    |          | 我的貝絲             | 佐伯俊道 角田美和   | 香川豊          | 野上和男 | 岩佐裕子        | 5月10日        |
| 7    |          | 紫色玫瑰             | 佐伯俊道 角田美和   | 本多康之        | 岡田宇啓 | 本木久年        | 5月17日        |
| 8    |          | 在風中前行           | 佐伯俊道 山田立     | 三原武憲        | 三原武憲 | 南伸一郎        | 5月24日        |
| 9    |          | 新的美登利           | 佐伯俊道 山田立     | 宮原秀二        | 宮原秀二 | 及川ひろみ      | 5月31日        |
| 10   |          | 青梅竹馬 兩個美登利  | 佐伯俊道 山田立     | 浜津守          | 高木茂樹 | 秦野好紹        | 6月7日         |
| 11   |          | 春之風暴             | 佐伯俊道 五十嵐曉美 | 三原武憲        | 野上和男 | 岩佐裕子        | 6月14日        |
| 12   |          | 一個人的舞台         | 佐伯俊道 五十嵐曉美 | 本多康之        | 岡田宇啓 | 本木久年        | 6月21日        |
| 13   |          | 清晨的草             | 佐伯俊道 角田美和   | 小坂春女        | 小坂春女 | 南伸一郎        | 6月28日        |
| 14   |          | 宿命的對手           | 佐伯俊道 角田美和   | 宮原秀二        | 宮原秀二 | 及川ひろみ      | 7月5日         |
| 15   |          | 圈套                 | 佐伯俊道 山田立     | 浜津守          | 篠崎康行 | 秦野好紹        | 7月12日        |
| 16   |          | 舞台上的騷動         | 佐伯俊道 五十嵐暁美 | 本多康之        | 本多康之 | 本木久年        | 7月19日        |
| 17   |          | 咆哮山莊             | 佐伯俊道 五十嵐暁美 | 三原武憲        | 三原武憲 | 岩佐裕子        | 7月26日        |
| 18   |          | 洋娃娃的角色         | 佐伯俊道 山田立     | 宮原秀二        | 宮原秀二 | 及川ひろみ      | 8月2日         |
| 19   |          | 掉下的面具           | 佐伯俊道 山田立     | 小坂春女        | 小坂春女 | 薄谷栄之        | 8月9日         |
| 20   |          | 被換更的劇本         | 佐伯俊道 山田立     | 奧田誠治        | 岡田宇啓 | 大河內忍        | 8月16日        |
| 21   |          | 熾熱的練習           | 佐伯俊道 角田美和   | 高木茂樹        | 篠崎康行 | 南伸一郎        | 8月23日        |
| 22   |          | 奇蹟的人 最後評審    | 佐伯俊道 角田美和   | 浜津守          | 野上和男 | 島田英明        | 8月30日        |
| 23   |          | 對決！兩個人的海倫   | 佐伯俊道 五十嵐暁美 | 香川豊          | 篠崎康行 | 平山智          | 9月6日         |
| 24   |          | 華麗的迷路           | 佐伯俊道 五十嵐暁美 | 宮原秀二        | 宮原秀二 | 及川ひろみ      | 9月13日        |
| 25   |          | 天的光輝             | 佐伯俊道 山田立     | 小坂春女        | 小坂春女 | 薄谷栄之        | 9月20日        |
| 26   |          | 打擊真夜的陰影       | 佐伯俊道 山田立     | 本多康之        | 本多康之 | 本木久年        | 9月27日        |
| 27   |          | 掉落黑暗的陷阱       | 佐伯俊道 山田立     | 三原武憲        | 三原武憲 | 南伸一郎        | 10月4日        |
| 28   |          | 失當的行為           | 佐伯俊道 角田美和   | 香川豊          | 篠崎康行 | 島田英明        | 10月11日       |
| 29   |          | 卡蜜拉的肖像         | 佐伯俊道 角田美和   | 浜津守          | 野上和男 | 岩佐裕子        | 10月18日       |
| 30   |          | 一百萬個彩虹         | 佐伯俊道 山田立     | 奥田誠治        | 岡田宇啓 | 大河内忍        | 10月25日       |
| 31   |          | 獨腳芝居             | 佐伯俊道 山田立     | 小坂春女        | 小坂春女 | 平山智          | 11月1日        |
| 32   |          | 仲夏夜之夢           | 佐伯俊道 山田立     | 宮原秀二        | 宮原秀二 | 及川ひろみ      | 11月8日        |
| 33   |          | 露天劇場的奇跡       | 佐伯俊道 五十嵐暁美 | 浜津守          | 高木茂樹 | 岩佐裕子        | 11月15日       |
| 34   |          | 麻雅的挑戰           | 佐伯俊道 五十嵐暁美 | 山本郷          | 辻太輔   | 日置正志        | 11月22日       |
| 35   |          | 雅露迪絲和歐莉格露多 | 佐伯俊道 角田美和   | 三原武憲        | 剛田隼人 | 崎山知明        | 11月29日       |
| 36   |          | 冬天的星座           | 佐伯俊道 角田美和   | 宮原秀二        | 宮原秀二 | 島田英明        | 12月6日        |
| 37   |          | 兩位公主（上集）     | 佐伯俊道 山田立     | 小坂春女        | 小坂春女 | 平山智 村谷貴志 | 12月13日       |
| 38   |          | 兩位公主（下集）     | 佐伯俊道 山田立     | 小坂春女        | 小坂春女 | 平山智 椛島洋介 | 12月20日       |
| 39   |          | 紫色幻影             | 佐伯俊道 山田立     | 宮原秀二        | 宮原秀二 | 平山智          | 12月27日       |
| 40   |          | 狼少女珍妮           | 佐伯俊道 五十嵐曉美 | 香川豊          | 篠崎康行 | 南伸一郎        | 2006年 1月10日 |
| 41   |          | 野性的心             | 佐伯俊道 五十嵐曉美 | 高木茂樹        | 高木茂樹 | 島田英明        | 1月17日        |
| 42   |          | 藝術節的賭注         | 佐伯俊道 角田美和   | 香川豊          | 篠崎康行 | 南伸一郎        | 1月24日        |
| 43   |          | 遺忘的荒野           | 佐伯俊道 角田美和   | 浜津守          | 宮原秀二 | 島田英明        | 1月31日        |
| 44   |          | 無限的舞台           | 佐伯俊道 角田美和   | 高木茂樹        | 高木茂樹 | 平山智 小松香苗 | 2月7日         |
| 45   |          | 都會之星             | 佐伯俊道 山田立     | 岡田正和        | 辻太輔   | 中野彰子        | 2月14日        |
| 46   |          | 前往紅梅谷           | 佐伯俊道 山田立     | 四谷光宏        | 篠崎康行 | 村谷貴志        | 2月21日        |
| 47   |          | 戀愛火焰             | 佐伯俊道 五十嵐暁美 | 小坂春女        | 小坂春女 | 南伸一郎        | 2月28日        |
| 48   |          | 如夢般的夜晚         | 佐伯俊道 五十嵐暁美 | 高木茂樹        | 原田奈奈 | 平山智          | 3月7日         |
| 49   |          | 半個靈魂             | 佐伯俊道 角田美和   | 浜津守 岡田正和 | 宮原秀二 | 島田英明        | 3月14日        |
| 50   |          | 女神的面具           | 佐伯俊道            | 香川豊          | 本多康之 | 松田寛 小松香苗 | 3月21日        |
| 51   |          | 紅天女               | 佐伯俊道            | 高木茂樹        | 高木茂樹 | 平山智          | 3月28日        |

#### 播放電視台
| 播放地域   | 播放電視台 | 播放日期                     | 播放時間             |
| ---------- | ---------- | ---------------------------- | -------------------- |
| 關東廣域圏 | 東京電視台 | 2005年4月5日 - 2006年3月28日 | 星期二 25:30 - 26:00 |
| 愛知縣     | 愛知電視台 | 2005年4月7日 - 2006年3月30日 | 星期四 25:58 - 26:28 |
| 大阪府     | 大阪電視台 | 2005年4月12日 - 2006年4月4日 | 星期二 26:35 - 27:05 |
| 日本全域   | AT-X       | 2005年4月19日 - 2006年4月    | 星期二 11:00 - 11:30 |

### OVA
1998年到1999年，寶麗金發行了三卷的OVA，名為，講述故事開始的一小部分。片長約140分鐘。

#### 製作團隊
- 監督、分鏡、演出 - 小林常夫
- 腳本 - 岸間信明、菅良幸、金春智子
- 人物設計 - 平山智、後藤真砂子
- 總作畫監督 - 平山智
- 美術監督 - 光元博行
- 音樂 - 寺嶋民哉
- 動畫製作 - 東京Movie

#### 主題曲
片頭曲
作詞：森由里子；作曲：富山光弘；編曲：Ryo朝川；歌：星乃真帆
片尾曲
作詞：森由里子；作曲：富山光弘；編曲：杉內信介；歌：浪岡將彥

#### 演出
- 北島麻雅 - 緒方惠美（日）／沈小蘭（港）／姚敏敏（台）
- 姬川亞弓 - 松井菜櫻子（日）／林元春（港）／李明幸（台）
- 速水真澄 - 小杉十郎太（日）／蘇強文（港）／陳幼文（台）
- 月影千草 - 戶田惠子（日）／蔡惠萍（港）／馮美麗（台）
- 櫻小路優 - 置鮎龍太郎（日）／陳卓智（港）／李景唐（台）
- 姫川歌子 - 鈴木弘子（日）／雷碧娜（港）／王瑞芹（台）
- 水城冴子 - 島津冴子（日）／黃麗芳（港）／／姚敏敏（台）
- 水無月沙耶加 - 飯塚雅弓（日）／梁少霞→鄭麗麗（港）／王瑞芹（台）
- 青木麗 - 高乃麗（日）／黃鳳英（港）／馮美麗（台）
- 澤渡美奈 - 中村尚子（日）／黃麗芳（港）／姚敏敏（台）
- 春日泰子 - 松谷彼哉（日）／陸惠玲（港）／／李明幸（台）
- 田代老師 - 菅原正志（日）／林國雄（港）／／李景唐（台）
- 北島春 - 叶木翔子（日）／袁淑珍（港）／王瑞芹（台）
- 萬福軒店主 - 堀部隆一（日）／源家祥（港）／陳幼文（台）
- 萬福軒老闆娘 - 片岡富枝（日）／區瑞華（港）／李明幸（台）
- 山下杉子 - 伊藤美紀（日）／雷碧娜（港）／馮美麗（台）

#### 各話資料
| 話数 | 標題 | 中文標題       |
| ---- | ---- | -------------- |
| 1    |      | 踏上演員的旅程 |
| 2    |      | 火炎的階梯     |
| 3    |      | 在風中前行     |

### 搞笑短篇動畫
《雖然是玻璃假面》是改編自漫畫作品《玻璃假面》並於2013年4月開始播放的短篇電視動畫。電視動畫共兩季並於2013年6月上映動畫電影。

## 電視劇
朝日電視臺在1997年—1999年間推出了《玻璃假面》的真人電視劇版，共兩部一個特別篇，由安達祐實、松本惠、田邊誠一和野際陽子主演。

## 劇中劇
《玻璃假面》的特色之一是常由漫畫中的角色表演戲劇演出，有些劇目的演出甚至用了數本的篇幅來呈現。其中除了許多美內鈴惠自行創作的戲劇之外，不少是採自或參考了真正的戲劇或小說原著改編的戲。列出如下：
- 《茶花女》（椿姫）——（法）小仲馬著
- 《小婦人》（若草物語）——（美）露意莎·梅·奧爾柯特著
- 《青梅竹馬》（たけくらべ）——（日）樋口一葉著
- 《乞丐王子》（王子とこじき）——（美） 馬克·吐溫著
- 《咆哮山莊》（嵐ケ丘）——（英）艾蜜莉·勃朗特著
- 《白雪公主》（白雪姫）——出自《格林童話》
- 《海倫·凱勒》（奇跡の人）——（美）威廉·吉佛遜著
- 《茱麗葉》（ジュリエット）——改編自莎士比亞原作之《羅密歐與茱麗葉》
- 《仲夏夜之夢》（真夏の夜の夢）——莎士比亞原作
- 《女吸血鬼卡蜜拉》 ——喬瑟夫·雪利登·拉·芬努原作

## 軼聞
從1976年到2016年，《玻璃面具》連載已經四十一年之久，但仍遲遲未有結局。由於作者對於在單行本40卷之後已於雜誌上連載的部分不滿意（舊版的41至47卷在台灣以盜版的方式出現），決定重畫，也因此於1993年9月發行第40卷之後，一直到1998年12月才推出41卷。
後來作者又忙於其他漫畫如古國傳奇的連載，以及參與新興宗教事務，一直到2004年12月才再出版第42卷。這使許多從小閱讀此漫畫的讀者等超過三十年，還是只能引頸期盼到底紅天女最後由誰來演、以及主角真夜及真澄之間戀情的結局。亦由於漫畫出刊的速度如此之慢，期間甚至不斷傳出作者已經去世的謠言。
而由於漫畫出版的時間差距如此之大，也造成在漫畫之中出現「時差」的有趣現象，例如在2004年出刊的42卷中，突然出現21世紀才出現的照相手機，以及44卷中出現電子郵件，都遠遠超出當初故事背景設定的1970—1980年代的科技水準。
第42卷發行之後，《玻璃面具》的連載又沉寂好幾年，直到2008年美內鈴惠才終於宣布重啟連載，但是進度依然緩慢，在2009年1月發行第43卷。不過美內鈴惠表示雖然讀者期待很久，但是她尚未決定結束，「故事一開始，我就想畫到最後，但那個結局已經在我腦中」。

## 延伸閱讀
- 《新作能 紅天女的世界》冰川麻梨子著、美內鈴惠監修，白泉社。2006年2月10日發行。ISBN 4592732316

## 外部連結
- 美内すずえ オフィシャルウェブサイト オリーブの葉っぱ （页面存档备份，存于）
- ガラスの仮面公式サイト （页面存档备份，存于）
- 女海賊ビアンカ ｜ 美内すずえ×ガラスの仮面劇場『劇団つきかげ』公式ホームページ，存于
- 月曜ドラマ・イン　ガラスの仮面 - テレビ朝日，存于
- 月曜ドラマ・イン　ガラスの仮面2 - テレビ朝日，存于